# Анна Брауншвейгская
Анна Брауншвейгская (нем. Anna von Braunschweig), или Анна Брауншвейг-Люнебургская (нем. Anna von Braunschweig-Lüneburg) и Анна Брауншвейг-Гёттингенская (нем. Anna von Braunschweig-Göttingen; ок. 1390, Брауншвейг, герцогство Брауншвейг-Вольфенбюттель — 11 августа 1432, Инсбрук, графство Тироль) — принцесса из дома Вельфов, урожденная принцесса Брауншвейг-Люнебургская, дочь Фридриха I, герцога Брауншвейг-Люнебурга. Супруга эрцгерцога Фридриха IV; в замужестве — графиня Тироля и эрцгерцогиня Австрийская.

## Биография
Анна Брауншвейгская родилась около 1390 года в Брауншвейге. Она была дочерью Фридриха I, герцога Брауншвейг-Вольфенбюттеля, затем носившего титул герцога Брауншвейг-Люнебурга и Анны Саксен-Виттенбергской, принцессы из дома Асканиев.
В Инсбруке 11 июня 1411 года её выдали замуж за вдовца Фридриха IV (1382 — 24.6.1439), граф Тироля и эрцгерцога Австрийского, который первым браком был женат на Елизавете Пфальцской. В браке у Анны и Фридриха родились четыре ребёнка — две дочери и два сына:
- Маргарита (1423 — 9.6.1424), принцесса Австрийская и Тирольская, умерла в младенческом возрасте;
- Гедвига (1424 — 21.2.1427/1432), принцесса Австрийская и Тирольская, умерла в младенческом возрасте;
- Вольфганг (род. и ум. 16.2.1426), принц Австрийский и Тирольский, умер сразу после рождения;
- Сигизмунд (26.10.1427 — 4.3.1496), эрцгерцог Передней Австрии и граф Тироля под именем Сигизмунда Богатого, в 1449 году сочетался первым браком с Элеонорой Шотландской (1433 — 20.11.1480), принцессой из дома Стюартов, в 1484 году сочетался вторым браком с Катариной Саксонской (1468—1524), принцессой из дома Веттинов, потомства не оставил.

Став эрцгерцогиней и графиней, Анна не утратила связи со своей семьей в Брауншвейге. В апреле 1421 года в Энсисгейме она встретилась с матерью. В 1425 году некоторое время у неё в Инсбруке гостила сестра Екатерина, графиня Шварцбург-Бланкенбургская. С 1430 по 1432 год неоднократно к ней приезжал двоюродный брат Вильгельм, герцог Брауншвейг-Вольфенбюттеля.
В первые годы замужества Анна не проявляла никакой активности в государственных делах. В июне 1414 года эрцгерцогиня прибыла на рейхстаг в Констанце, где лично, хотя и безуспешно, призывала выборщиков избрать императором её супруга. После возвращения из Констанцы и до начала 1417 года она жила на юге графства Тироль, главным образом в Кальтерне.
С 1418 по 1428 год активно занималась государственными делами. Весной 1419 года, во время отсутствия мужа, который находился во владениях на территории Внутренней Австрии, Анна, правившая от его имени, заключила мирное соглашение с епископом Трента. С лета 1419 по осень 1421 года посылала своего представителя, вместе с несколькими советниками, в Эльзас и Швабию для заключения финансовых сделок и политических соглашений. Анна Брауншвейгская умерла 11 августа 1432 года в Инсбруке и была похоронена в Австрийской усыпальнице в монастыре святого Иоанна Крестителя в городе Штамс.